# 1-Dekanol
1-Dekanol je masni alkohol pravo lanca sa deset atoma ugljenika i molekulskom formulom . On je bezbojna viskozna tečnost, koja je nerastvorna u i ima jak miris.

## Upotreba
Dekanol se koristi u proizvodnji plastifikatora, maziva, furfikanata i rastvarača.

## Toksičnost
Dekanol uzrokuje iritaciju kože i očiju. Ako prsne na oči može da uzrokuje permanentno oštećenje. Inhalacija i gutanje mogu da budu štetni. On takođe može da deluje kao narkotik. On je štetan za životnu sredinu.